# Tanjong Jawa
Tanjong Jawa is een bestuurslaag in het regentschap Aceh Utara van de provincie Atjeh, Indonesië. Tanjong Jawa telt 332 inwoners (volkstelling 2010).